# Sturzfluten in Mekka

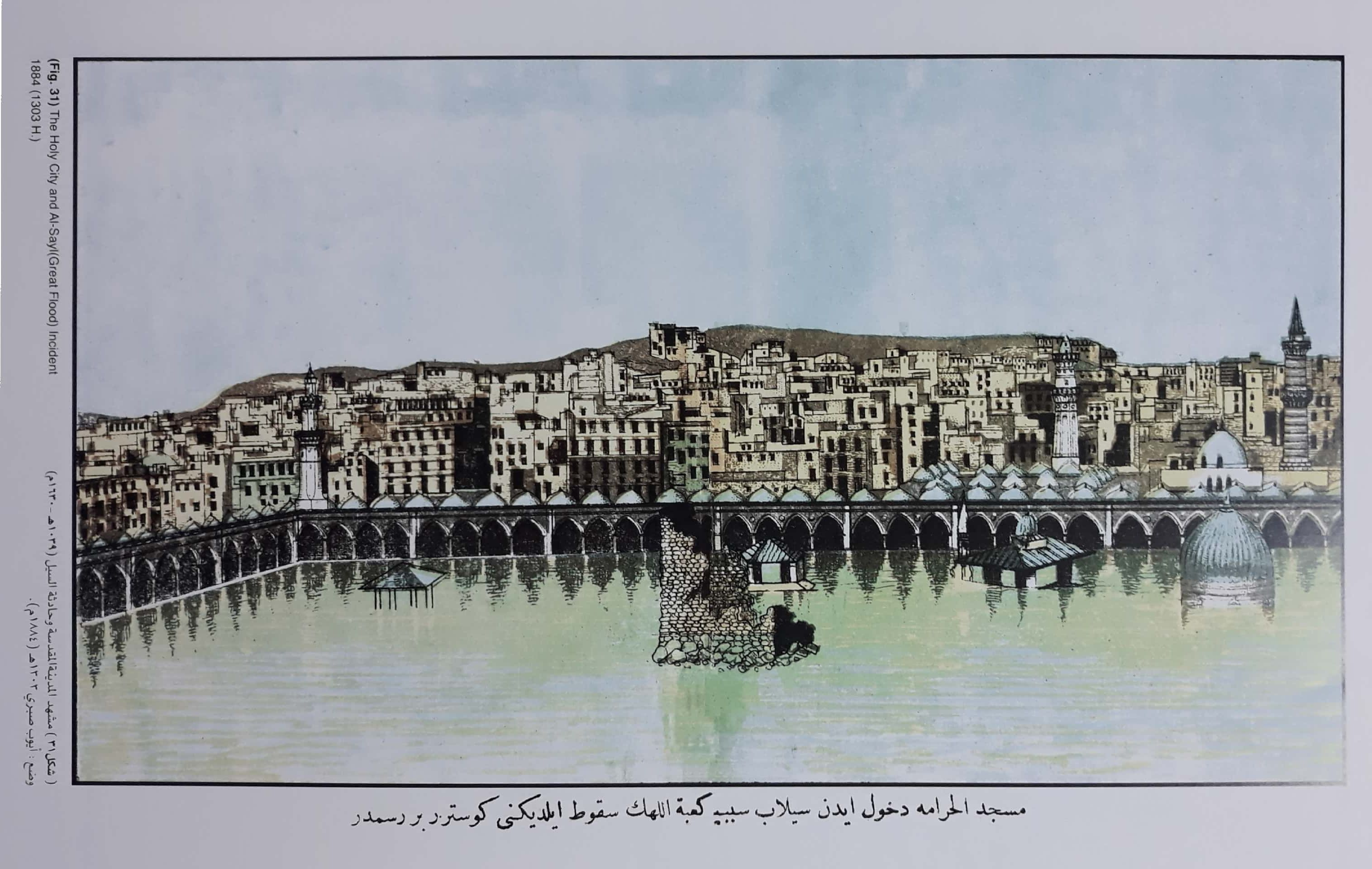
Die nach der Sturzflut von 1630 eingefallene Kaaba, Darstellung in einem osmanisch-türkischen Buch von 1884

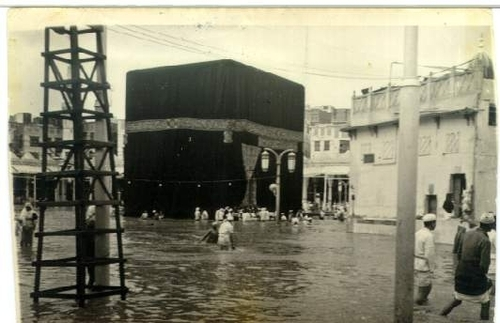
Die Kaaba nach der Sturzflut von 1941

Sturzfluten (arabisch سيول, DMG suyūl, Sg. sail) sind in der saudi-arabischen Stadt Mekka ein häufiges Ereignis. Sie kommen besonders in den Wintermonaten Dezember bis März vor und werden üblicherweise durch Wolkenbrüche oder länger anhaltenden Starkregen ausgelöst. Da Mekka in einem von Bergen umgebenen Tal liegt, sammelt sich bei stärkeren Regenfällen das Wasser in den Seitentälern, strömt dann mit großer Geschwindigkeit in die Stadt hinein und überschwemmt die Straßen. Mit dem Wasser wird meist auch viel Geröll und Schlamm in die Stadt gespült. Vor ihrem modernen Umbau in den 1960er Jahren setzten viele Sturzfluten auch die Heilige Moschee unter Wasser, die bis dahin drei Meter tiefer lag als das Straßenniveau. Häufig drang das Wasser dabei auch in die Kaaba ein. Manche Sturzfluten in vormoderner Zeit forderten mehrere hundert Todesopfer. Die Menschen kamen dabei teils durch Ertrinken zu Tode und teils dadurch, dass ihre Häuser über ihnen zusammenstürzten. Eine der spektakulärsten Sturzfluten war diejenige des Jahres 1630, die auch die Kaaba zum Einsturz brachte.
Trotz ihres furchterregenden und todbringenden Charakters wurden die Sturzfluten auch als segensreich wahrgenommen, weil nach dem Ereignis die Wüste in der Umgebung aufblühte und die Preise für Lebensmittel stark sanken. Zum Schutz vor den Sturzfluten wurden in Mekka verschiedene Dämme gebaut.

## Häufigkeit
Nach Qutb ad-Dīn an-Nahrawālī (gest. 1582) traten Sturzfluten, die die Heilige Moschee unter Wasser setzten, in seiner Zeit durchschnittlich alle zehn Jahre auf. Der osmanisch-türkische Gelehrte Eyüb Sabri Paşa (gest. 1890) spricht hingegen bei solchen Fluten von einer Frequenz von zwölf Jahren.
Eine geographische Studie aus Kuwait aus dem Jahr 2001 über Winterwetter und Klimabedingungen in Mekka ist zu dem Ergebnis gekommen, dass Sturzfluten extremen Ausmaßes im Durchschnitt alle 46 Jahren auftreten, Sturzfluten zweiter Ordnung alle 33 Jahre und Sturzfluten von Gefahr ungefähr alle 13 Jahre.

## Verlauf der Wasserrinnen

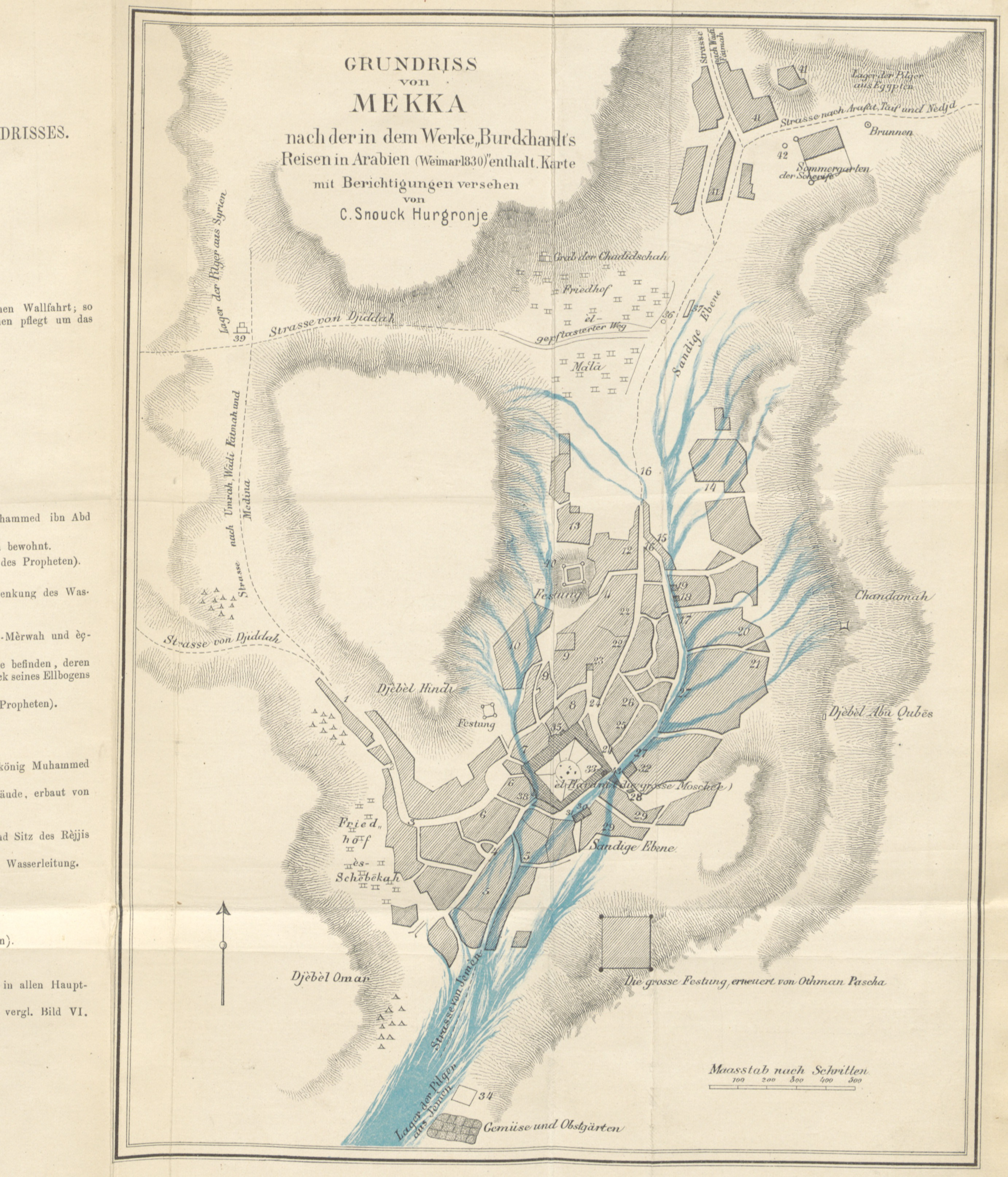
Plan von Mekka mit den verschiedenen Rinnen, über die im 19. Jahrhundert bei Sturzfluten das Wasser ablief, Christiaan Snouck Hurgronje, 1888

Das in einem Tal gelegene Mekka gliedert sich in die nördlich der Heiligen Moschee gelegene Oberstadt, Maʿlāt genannt (Karte Nr. 16), die über ein Tal mit Minā und ʿArafāt verbunden ist, und die südwestlich der Moschee gelegene Unterstadt, Misfala genannt (Karte Nr. 5). Die Sturzfluten strömten üblicherweise vor allem von zwei Richtungen her in die Stadt, nämlich
1. von Minā[2] und Hirā'[7] aus durch das Wādī Ibrāhīm, das Haupttal von Mekka, das die Stadt von Norden nach Süden durchzieht. Qutb ad-Dīn an-Nahrawālī nennt die Flut, die über diesen Weg die Stadt durchquerte, sail Wādī Ibrāhīm.[5]
2. vom Süden her durch das Adschyād-Viertel (Karte Nr. 29). Die von dort herabstürzende Flut, die an-Nahrawālī sail Ibrāhīm nennt, traf an der südlichen Ecke der Heiligen Moschee auf die andere Flut und verhinderte durch ihre Wucht deren Abfließen. Das Wasser türmte sich bei Sturzfluten hier häufig auf und drang dann in die Heilige Moschee ein.[5]

Hinter der Heiligen Moschee floss das Wasser weiter in die Unterstadt. Wenn die Wassermengen sehr groß waren, floss das Wasser sogar weiter bis zum Roten Meer bei Dschidda.

## Geschichte

### Berichte über Sturzfluten in vorislamischer Zeit, Anhebung der Kaaba
Nach der mekkanischen Geschichtsschreibung haben sich Sturzfluten schon in vorislamischer Zeit in Mekka ereignet. So soll schon zu der Zeit, als die Dschurhum über Mekka herrschten, eine Sturzflut die Kaaba so stark beschädigt haben, dass sie von den Dschurhum neu erbaut werden musste. Diese stellten sie ganz nach der alten Form wieder her. Baumeister soll ein gewisser ʿĀmir ibn ʿAmr gewesen sein, der aufgrund dieser Leistung den Beinamen al-Dschādir („der Maurer“) erhielt. Eine besonders große Flut soll die sogenannte Fa'ra-Flut (sail Faʾra) gewesen sein, die stattfand, als die Chuzāʿa im Besitz der Kaaba waren. Das Wasser drang aus dem Wādī Ibrāhīm bis zum Heiligtum der Kaaba vor und warf die Bäume im unteren Bereich von Mekka nieder. Die Flut ist nach einer Frau von den Banū Bakr namens Fa'ra benannt, die im oberen Bereich von Mekka wohnte und bei ihr umkam. Die Chuzāʿa sollen daraufhin einen Bau rund um die Kaaba angelegt haben, um diese vor Fluten zu schützen. Zu diesem Zweck wurde auch der Schwarze Stein in den Bereich innerhalb dieses Baus verbracht. Nach einem Bericht, der auf den Großvater des mekkanischen Gelehrten Saʿīd ibn al-Musaiyab zurückgeführt wird und sowohl in al-Azraqīs Chronik als auch in den Sahīh al-Buchārī, gab es in der Dschāhilīya eine Flut, die so groß war, dass sie „das bedeckte, was zwischen den beiden Bergen war“ (kasā mā bain al-ǧabalain). Vielleicht bezieht sich diese Aussage auf dieselbe Flut.
Bis zum Anfang des 7. Jahrhunderts war die Tür der Kaaba zu ebener Erde. Als Anfang des 7. Jahrhunderts die Kaaba bei einem Brand zerstört wurde und die Quraisch sie wiedererrichteten, hoben sie den Boden des Gebäudes und die Tür um ein Klafter (qāma) an, um das Innere besser vor den Sturzfluten zu schützen. Später wurde eine Stufe von einer Elle Höhe um die Kaaba gelegt, um sie noch besser vor Sturzfluten zu schützen.

### Die Umm-Nahschal-Flut und die Umleitung des Wasserstroms aus der Oberstadt
Im Jahre 17 der Hidschra (= 638 n. Chr.) ereignet sich erneut eine schwere Flut in Mekka. Das Wasser drang vom oberen Teil Mekkas bis in die Heilige Moschee vor und riss auch den Maqām Ibrāhīm mit sich. Die Flut wurde Umm-Nahschal-Flut (sail Umm Naḥšal) genannt, nach Umm Nahschal, der Tochter von ʿUbaida ibn Saʿīd aus der Familie der Umaiyaden, die bei ihr weggeschwemmt und im unteren Teil von Mekka tot aus dem Wasser gezogen wurde. Auch den Maqām Ibrāhīm fand man im unteren Teil von Mekka wieder. Als dem Kalifen ʿUmar ibn al-Chattāb die Nachricht von dem Maqām zu Ohren kam, reiste er an. Da unklar war, wo sich der Maqām ursprünglich befunden hatte, ließ er dies untersuchen. Nachdem er den ursprünglichen Standort des Maqām meinte ermittelt zu haben, ließ er ihn dort aufstellen. Um den Stein mit dem Fußabdruck besser vor den Sturzfluten zu schützen, wurde er auf einen Sockel gestellt.

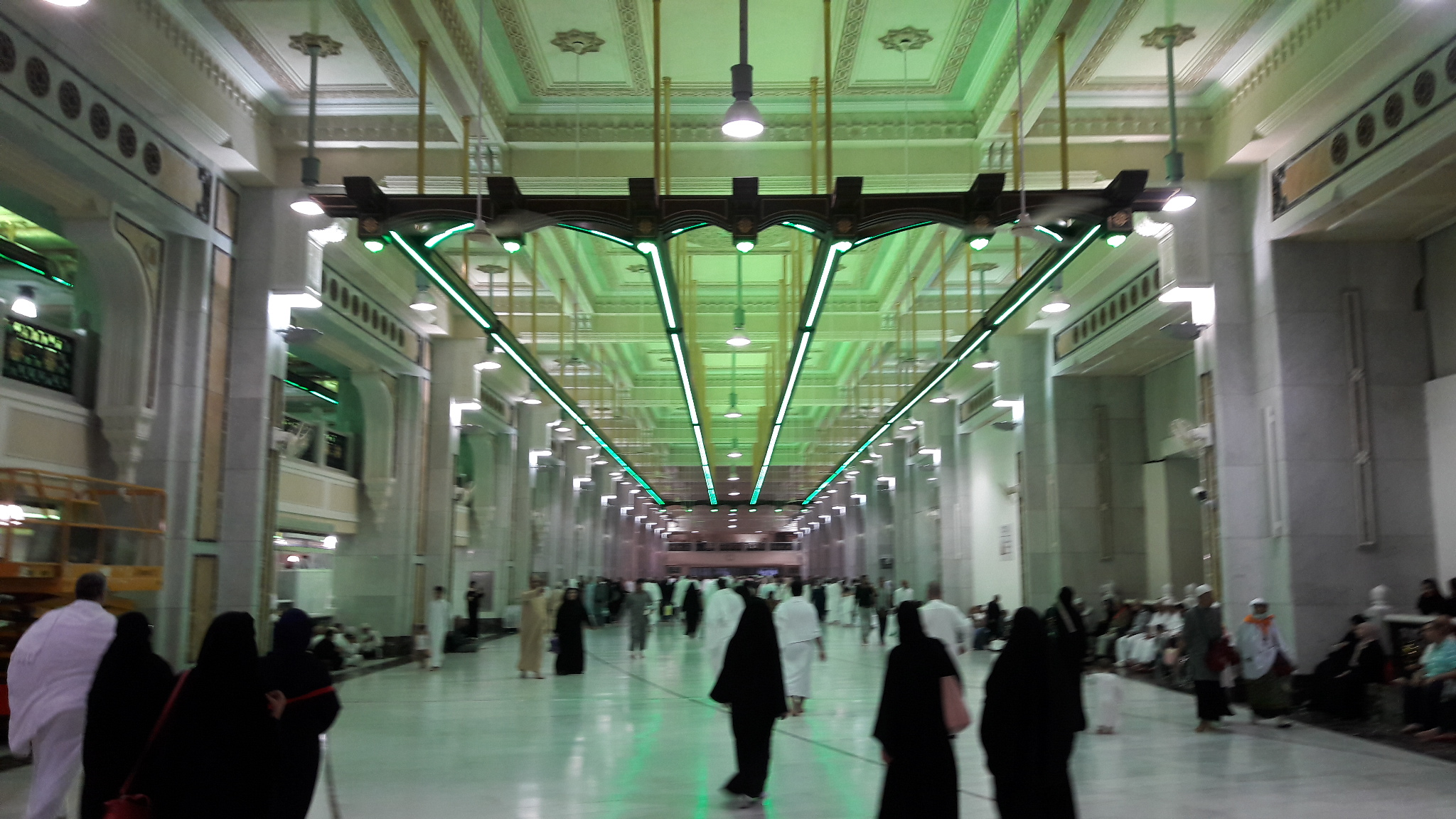
Die ursprüngliche Lage der Wasserrinne ist heute im Masʿā durch eine grüne Beleuchtung an der Decke gekennzeichnet

Um den von ihm neu errichteten Moscheeneubau vor Überschwemmungen zu schützen,  baute ʿUmar nach der Umm-Nahschal-Flut der beim Haus von Abān ibn ʿUthmān einen Damm aus Geröll, den er mit Flechtwerk und anderen Materialien ausstopfte. Dieser Damm wurde ʿUmar-Damm (radm ʿUmar) genannt oder Banū-Dschumah-Damm (sadd Banū Ǧumaḥ), weil die Wohnhäuser der Banū Dschumah an ihm lagen. Später war der Ort unter dem Namen Muddaʿā (siehe Karte Nr. 22) bekannt, weil die Pilger, wenn sie nach dem Betreten der Heiligen Stadt von seiner Erhöhung aus zum ersten Mal die Kaaba sahen, dort ein Duʿā'-Gebet zu sprechen pflegten. Durch den ʿUmar-Damm verlagerte sich die Rinne, über die bei Sturzfluten das Wasser von Minā aus in die Stadt strömte. Während vorher das Wasser aus der Oberstadt zum Masʿā (Karte Nr. 24) geströmt und durch das Banū-Schaiba-Tor in die Moschee eingedrungen war, weswegen dieses auch Sturzflut-Tor (bāb as-sail) genannt wurde, wurde das Wasser durch den Damm nun nach Osten in Richtung von Sūq al-Lail (Karte Nr. 21) umgeleitet und floss südöstlich an der Moschee vorbei in die Unterstadt. Der Damm hielt bis zur Mitte des 9. Jahrhunderts allen weiteren Fluten stand. Schadschā', die Mutter des abbasidischen Kalifen al-Mutawakkil, schickte im Jahr 851 12.000 Dinar nach Mekka, um damit die Wasserrinne, über die das Wasser der Sturzfluten ablief, aufgraben zu lassen.
Die Stelle, an dem die frühere Wasserrinne den Masʿā gekreuzt hat, wurde nach dem Bau des Damms auf der Strecke zwischen as-Safā und al-Marwa durch grüne Markierungen gekennzeichnet. Hintergrund dafür ist ein von ʿAbdallāh ibn ʿUmar überlieferter Hadith, wonach der Prophet beim Lauf zwischen as-Safā und al-Marwa den Boden der Wasserrinne (baṭn al-masīl) besonders eilig zu durchqueren pflegte. Nach einer ِAussage, die von ʿAbdallāh ibn ʿAbbās überliefert ist, pflegten schon die Leute der Dschāhilīya an der Stelle zu eilen und sagten: „Wir durchqueren die Rinne nur rennend“ (lā nuǧīz al-baṭḥāʾ illā šaddan). Da sich der Prophet an diese Regel gehalten und sie damit bestätigt hatte, wird das Rennen an dieser Stelle für Männer als eine Sunna betrachtet. Um den Bereich der früheren Wasserrinne, wo die männlichen Pilger schneller laufen sollten, zu kennzeichnen, wurden schon in vormoderner Zeit zwei grüne mīl genannte Grenzsteine aufgestellt. Rahmatallāh as-Sindī (gest. 1585) listet in seinem Manāsik-Werk „das Eilen zwischen den beiden Grenzsteinen“ (al-harwala bain al-mīlain) als einen der Sunna-Bräuche beim Saʿy auf. Heute ist in dem Gebäude, in dem der Lauf zwischen as-Safā und al-Marwa vollzogen wird, die Stelle, an der sich die alte Wasserrinne befand, durch eine grüne Beleuchtung der Decke gekennzeichnet.

### Die Dschuhāf-Flut von 700 und die Dammbauten ʿAbd al-Maliks
Am 8. Dhū l-Hiddscha, dem Yaum at-Tarwiya, des Jahres 80 (= 4. Februar 700) ereignete sich am frühen Morgen, als sich die Pilger ahnungslos im Tal von Mekka aufhielten, erneut eine schwere Sturzflut.  Während Mekka und die Pilger nur etwas Sprühregen abbekamen, entlud sich der Wolkenbruch im oberen Teil des Tals. Die Wassermassen, die von dort durch das Tal herabstürzten, rissen die Pilger und ihr Hab und Gut mit, drangen in die Moschee ein, überschwemmten den Platz um die Kaaba und zerstörten Häuser und Straßen in Mekka. Beim Einsturz der Häuser kamen viele Menschen ums Leben. Andere flüchteten in die Berge und suchten dort Schutz. Ein Qādī aus Basra, der die Überschwemmung miterlebte, berichtet, dass er eine Frau in den Fluten sah, die ihren Sohn hochhielt und schrie: „Wer nimmt diesen Knaben von mir?“, um wenig später mit dem Knaben in den Wassermassen zu verschwinden. Wegen der zahlreichen Todesopfer wurde diese Sturzflut Dschuhāf-Flut (sail al-ǧuḥāf = „Sterbensflut“) genannt.
Nach dieser Flut schickte der Kalif ʿAbd al-Malik ibn Marwān große Summen Geldes nach Mekka und beauftragte seinen dortigen Statthalter damit, die Schutzvorrichtungen der am Wadi liegenden Häuser zu reparieren und an den Eingängen der Seitenstraßen Dämme aufzuschütten. Für die Durchführung dieser Arbeiten schickte er einen christlichen Baumeister mit. Er befestigte die Heilige Moschee und die Häuser an beiden Seiten des Wadi mit Dämmen aus Quadersteinen, die auf von Kamelen und Ochsen gezogenen Wagen herbeigeschafft wurden. Oft überstieg das, was zum Schutze eines kleinen Hauses ausgegeben wurde, den Wert dieses Hauses um ein Vielfaches. Einige der nach dieser Flut aufgeschütteten Dämme waren noch im 9. Jahrhundert sichtbar, so der Hizāmīya- und der Banū-Dschumah-Damm.
Während der Umayyadenzeit ereignete sich noch eine weitere Sturzflut in Mekka, die Abū-Schākir-Flut (sail Abī Šākir)  im Jahre 120 (737/38 n. Chr.). Sie ist nach Abū Schākir, dem Sohn des Kalifen Hischām ibn ʿAbd al-Malik, benannt, der in diesem Jahr die Wallfahrt anführte.

### Liste von Sturzfluten mit Überschwemmung der Heiligen Moschee ab der Abbasidenzeit
| Name                                                  | Datum d.H.              | Datum n. Chr.      | Informationen zu Sturzfluten in den mekkanischen Chroniken |
| ----------------------------------------------------- | ----------------------- | ------------------ | --- |
| Al-Laibarī-Flut (sail al-Laibarī)                     | 2. Muharram 160         | 20. Oktober 776    | Die Flut ereignete sich, als der abbasidische Kalif al-Mahdī die Wallfahrt anführte. |
| Muchabbil-Flut (sail al-muḫabbil = „Verwirrungsflut“) | 184                     | 800/01             | Die Flut ereignete sich, als Hammād al-Barbarī Gouverneur von Mekka war. Unmittelbar danach wurden die Menschen von einer schweren Krankheit heimgesucht, die ihre Körper und Zungen erfasste und mit einer geistigen Verwirrtheit (ḫabal) einherging. Von dieser Krankheit hatte die Flut auch ihren Namen. Bei dieser Flut drang das Wasser erneut in die Moschee ein und überschwemmte den Platz um die Kaaba. Der Kalif Hārūn ar-Raschīd ließ anschließend das Wadi aufgraben. |
| Ibn-Hanzala-Flut (sail Ibn Hanzala)                   | 202                     | 817/18             | Sie ereignete sich während des Kalifats von al-Ma'mūn, als Yazīd ibn Muhammad Ibn Hanzala Gouverneur von Mekka war. Sie drang in die Heilige Moschee ein, riss den Maqām Ibrāhīm fort und setzte die Kaaba bis zur Höhe von einer Elle unterhalb des Schwarzen Steins unter Wasser. Die Flut brachte Häuser zum Einsturz und riss Menschen mit. Nach dem Ende der Flut wurden die Menschen erneut von einer tödlichen Seuche befallen. |
|                                                       | Schauwāl 208            | Februar/März 824   | Sie ereignete sich, als ʿUbaidallāh ibn al-Hasan, ein Nachkomme von ʿAlī ibn Abī Tālib, Gouverneur von Mekka war, und war noch heftiger als die vorherige. Das Regenwasser füllte zunächst den Damm bei ath-Thaqaba, einem Berg zwischen Hirā' und Mekka, ohne dass die Menschen es merkten. Als er voll war, brach der Damm, und sein Wasser vereinigte sich mit dem, welches von as-Sidra und Minā her kam. Die Wassermassen überschwemmten die Heilige Moschee und stiegen an der Kaaba bis zum Schwarzen Stein. Sie rissen in der Stadt die Buden und Kisten der Kaufleute mit und schwemmten sie unten zur Stadt hinaus, brachten mehrere Häuser, die am Wadi standen, zum Einsturz und bedeckten die Moschee und das Wadi mit Schlamm und Geröll. Die Stadt war zu jener Zeit noch voll mit Pilgern aus Chorasan, die im Ramadan die ʿUmra vollzogen hatten. Als diese Pilger und die Bewohner der Stadt sahen, dass die Moschee voll mit Schlamm und Erde war, legten die einen selbst Hand an, um sie zu reinigen, die anderen dingten mit ihrem Vermögen Tagelöhner, die diese Arbeit übernehmen. Man sah sogar in der Nacht Frauen dabei helfen. Als der Kalif al-Ma'mūn davon erfuhr, schickte er eine große Summe Geldes nach Mekka und ließ damit die Moschee reparieren und neu mit Kieseln bestreuen und das Wadi von Mekka aufgraben. |
|                                                       | 253                     | 867                | Das Wasser überschwemmte die Moschee, schloss die Kaaba ein und stieg bis knapp unter den Schwarzen Stein. Im unteren Teil von Mekka brachte die Flut Häuser zum Einsturz und schwemmte das Hab und Gut der Menschen fort. Die Moschee war hinterher mit einer Schlammschicht bedeckt, die ʿĪsā ibn Muhammad al-Machzūmī, der damalige Gouverneur von Mekka, auf Wagen herausschaffen ließ. |
|                                                       | 262                     | 875                | Eine gewaltige Sturzflut überschwemmte die Heilige Moschee und spülte den Kiesboden fort. Ein gewisser Muhammad al-Lutfī, der in Mekka Kamele hatte, ließ daraufhin von einem Ort namens ʿAly neuen Kies heranschaffen und den Boden der Moschee damit bedecken. |
|                                                       | 263                     | 876                | Ein heftiger Regen verursachte auch in diesem Jahr eine Überschwemmung in Mekka, der Wadi lief über, das Wasser drang durch die Tore in die Moschee ein, die Moschee füllte sich mit Wasser. Als in der Nähe des Schwarzen Steins das Wasser hochsprudelte, wurde der Maqām Ibrāhīm von seinem Platz in die Kaaba verbracht, um zu verhindern, dass er weggeschwemmt wurde. |
|                                                       | 297                     | 909                | al-Masʿūdī (gest. 957) berichtet, dass in diesem Jahr Bagdad die Nachricht erreichte, dass die vier Ecken der Kaaba überflutet wurden, mehrere Pilger beim Tawāf ertranken und auch der Zamzam-Brunnen überlief, was man vorher noch nie erlebt hatte. |
|                                                       | Dhū l-Hiddscha 349      | Februar 961        | Die ägyptischen Pilger wurden nach Beendigung des Haddsch bei der Abreise in der Nacht im Wādī von Mekka von einer Sturzflut überrascht. Viele Menschen ertranken und wurden mit ihrem Hab und Gut weggeschwemmt. |
|                                                       | 417                     | 1026               | Sturzflut, die auch die Büchermagazine erreichte und vieles davon zerstörte. |
|                                                       | 569                     | 1173/74            | Überschwemmung, deren Besonderheit darin bestand, dass die Wasserflut durch das Banū-Schaiba-Tor in die Heilige Moschee eintrat und auch den Palast des Emirs unter Wasser setzte, etwas, das vorher noch nie geschehen war. |
|                                                       | 8. Safar 593            | 31. Dezember 1196  | Das Wasser drang in die Kaaba ein und stand dort eine Elle hoch. Es riss außerdem die beiden Türflügel des Ibrāhīm-Tors, den Minbar und die Treppe der Kaaba mit sich fort. Die Menschen vollzogen den Tawāf eine Zeitlang schwimmend. |
|                                                       | 15. Dhū l-Qaʿda 620     | 10. Dezember 1223  | Überschwemmung, die die Kaaba unter Wasser setzte, mit einigen Todesopfern. Einige von ihnen wurden mit der Sturzflut weggeschwemmt, anderen brach das Haus über dem Kopf zusammen. |
|                                                       | 14. Schaʿbān 669        | 28. März 1271      | Das Wasser drang am Vormittag „wie ein Meer“ in die Heilige Moschee ein. Dabei wurde auch der Unrat aus dem oberen Teil von Mekka in die Moschee gespült. Der Minbar schwamm eine Zeitlang in der Moschee herum. Kein Muezzin ließ sich in der Nacht hören, und aus Angst vor Verschüttung und Ertrinken vergaßen viele Menschen ihre gottesdienstlichen Pflichten, insbesondere das Gebet zur Mitte des Monats Schaʿbān. Der Tawāf um die Kaaba war unterbrochen, nur in der Morgenfrühe vollzog ein Mann zum allgemeinen Erstaunen den Tawāf schwimmend. |
|                                                       | 14. Dhū l-Qaʿda 687     | 10. Dezember 1288  | Gewaltige Sturzflut in Mekka, die viele Häuser zerstörte, eine Anzahl von Säulen des Haram zum Einsturz brachte und in die Kaaba eindrang, so dass das Wasser darin mannshoch stand. Innerhalb der Moschee ertranken 70 Menschen, außerhalb weitere 500 Personen. Das Wasser stand vier Tage in der Moschee, das Freitagsgebet musste ausfallen. Der Qādī Burhān ad-Dīn Ibn Zahīra sandte darüber ein Schreiben nach Ägypten, in dem er schrieb, dass nicht bekannt sei, dass jemals in vorislamischer oder islamischer Zeit eine solche Flut stattgefunden habe, und nach seiner Messung das Wasser in der Moschee eine Höhe von 7 1/3 Ellen erreicht habe. |
|                                                       | 16. Dhū l-Hiddscha 730  | 30. September 1330 | Ohne dass es in Mekka selbst geregnet hatte, ereignete sich in der Stadt eine solche Flut, dass die Teiche in der oberen Stadt, die Gegend um das Geburtshaus Mohammeds und die Moschee zwei Tage lang unter Wasser standen und die Gärten zerstört wurden. Die Heilige Moschee füllte sich mit Morast. |
| Lampen-Flut (sail al-qanādīl)                         | 10. Dschumādā I 738     | 4. Dezember 1337   | Heftiger Gewitterregen in der Nacht mit einer Sturzflut, die vor allem von den Toren auf der Nord- und Westseite her in die Heilige Moschee eindrang. Das Wasser wühlte hier Löcher in die Tiefe von zwei Manneslängen, und es war nur der Festigkeit des Fundaments zuzuschreiben, dass die Säulen nicht einstürzten. Das Wasser beschädigte außerdem mehrere Tore, indem es die Torflügel herausriss, und spülte die Minbar-Kanzeln und die Treppe der Kaaba fort. Sie schwammen anschließend in der Moschee herum. An der Kaaba stieg das Wasser auf eine Höhe von zwei Spannen oberhalb der Schwelle und drang durch die Ritzen in das Gebäude ein. Das Wasser floss auch in den Zamzam-Brunnen und verunreinigte ihn. Es stieg so hoch, dass es die Lampen am Matāf auslöschte. Acht ältere Frauen aus Zeila, die sich am mekkanischen Heiligtum aufhielten, hatten sich auf Steinbänke gerettet, wurden aber dann doch von den Wassermassen erfasst und ertranken. Durch die Flut stürzten auch 80 Häuser ein, die in der Nähe der Flutrinne standen, und begruben ihre Bewohner unter sich. |
|                                                       | 771                     | 1369/70            | Sturzflut in Mekka, die nur von as-Suyūtī erwähnt wird. Nach seinem Bericht brachte sie mehr als 1.000 Häuser zum Einsturz, und ungefähr 1.000 Menschen starben. Auch eine Karawane mit 40 Kamelen wurde erfasst. Das Wasser stieg bis zum Schloss der Kaaba-Tür. Der Regen, der von einem heftigen Gewitter begleitet war und teilweise in Hagel überging, hielt vom Abend bis zum nächsten Mittag an. Nach as-Suyūtī war es die schlimmste der mekkanischen Sturzfluten (muntahā as-suyūl al-Makkīya). Aber auch die anderen Teile des Hedschas, Medina und der Jemen waren von der Flut betroffen. |
|                                                       | 10. Dschumādā I 802     | 8. Januar 1400     | Am Mittwoch, dem 8. Dschumādā I, zogen gegen Abend Wolken über Mekka auf, und es fing an zu regnen. Der Regen setzte sich auch den folgenden Tag fort und verstärkte sich an dessen Abend. Bis zum 10. Dschumādā I goss es weiter wie aus Schläuchen. Die Menschen bemerkten zunächst nur, dass die Wasserflut des Wādī Ibrāhīm in Mekka hereinbrach. Als diese aber Adschyād erreichte, vereinigte sie sich mit der von dort kommenden Sturzflut, so dass sie zu einem wogenden Meer wurde. Das Wasser drang durch mehrere Tore in die Heilige Moschee ein, überschwemmte sie vollständig und erreichte eine Höhe von fünf Ellen. Beim Ibrāhīm-Tor stand das Wasser sogar mehr als mannshoch. Durch die Tür drang es auch in die Kaaba ein und stieg dort zu einer Höhe von einer Elle oder mehr über der Schwelle. Das Wasser riss auch die Treppe der Kaaba mit sich und schob sie gegen das Ibrāhīm-Tor. Außerdem brachte es zwei Säulen am ʿAdschala-Tor zum Einsturz, so dass die darüber liegenden Bögen und Dachpartien einfielen. Auch viele Häuser stürzten ein, und der Hausrat wurde weggeschwemmt. In der Moschee wurden darüber hinaus viele Koranexemplare vernichtet. Bei den Hauseinstürzen und durch Ertrinken starben insgesamt ungefähr 60 Menschen. Am Donnerstag- und Freitagmorgen rief der Muezzin dazu auf, das Frühgebet in den Häusern zu halten, da man wegen des Schmutzes und Schlamms nicht in die Moschee kommen konnte. Aus demselben Grund wurde auch die Freitagspredigt nicht an dem üblichen Platz an der nördlichen Ecke der Kaaba gehalten, sondern auf der Nordseite der Moschee. Zwei Tage lang konnte der Umlauf um die Kaaba nicht vollzogen werden. |
|                                                       | 27. Dhū l-Hiddscha 825  | 12. Dezember 1422  | Am Ende der Nacht fiel extrem starker Regen. Der schafiitische Imam konnte das Morgengebet schon nicht mehr an seinem üblichen Platz am Maqām Ibrāhīm verrichten, sondern musste dafür an eine Stelle vor der Dār-an-Nadwa-Erweiterung ausweichen. Nach dem Ende des Gebets konnte der Moscheediener die Kerzen nur noch mit großer Mühe zu ihrem Aufbewahrungsort neben der ʿAbbās-Trinkhalle und dem Zamzam-Bau zurückbringen, weil das Wasser schon so hoch gestiegen war. Später stand das Wasser mannshoch in der Moschee. Ein Mann setzte sich in einen Holzkasten, der bei der Ausbesserung von Säulen benutzt worden war, und ruderte damit auf dem Moscheehof herum und rettete dort mehrere Menschen, die in den Fenstern der Gebäude hingen und zu ertrinken drohten. Das Wasser floss erst ab, nachdem man die Schwelle des Ibrāhīm-Tors, die höher lag, eingeebnet hatte. Die Flut vernichtete viele Waren von Kaufleuten in den Gebäuden an der Wasserrinne des Wādī von Mekka auf dem Sūq al-Lail, in as-Safā und in der Unterstadt. Durch das Wasser selbst kam niemand ums Leben, doch wurden vier Menschen in der Nacht vom Blitz erschlagen. In der Oberstadt wurde durch die Flut eine Mauer auf einer Strecke von 28 Ellen zum Einsturz gebracht. |
|                                                       | 3. Dschumādā I 827      | 3. April 1424      | Nach starkem Regen, der schon seit dem Vortag andauerte, drang am Abend eine Sturzflut von der südlichen Seite her in die Heilige Moschee ein, setzte sie unter Wasser und füllte sie mit Dreck und Müll. Das Wasser stieg fast bis zum Schwarzen Stein. Außerdem zerstörte die Flut das Mādschin-Tor in der Unterstadt und einen Teil seiner Mauer. |
|                                                       | 16. Dschumādā I 837     | 29. Dezember 1433  | Starkregen in der Nacht, durch den die Täler von Mekka mit Wasser anschwollen. Nach den ersten Nachtstunden trafen der Strom des Wādī Ibrāhīm und der Strom des Wādī Adschyād beim Hazwara-Tor zusammen und drangen in die Heilige Moschee ein. Das Wasser stieg bis zur Schwelle der Kaaba-Tür. Das Wasser lief erst ab, als man am nächsten Tag die Schwelle des Ibrāhīm-Tors abriss. In der Moschee blieb eine Morast-Schicht von einer halben Elle Höhe zurück. In der Stadt wurden viele Häuser zerstört, unter dem Schutt starben zwölf Menschen, acht Menschen ertranken. Wie man feststellte, war das Wasser durch das Dach der Kaaba getropft und hatte ihre innere Verkleidung durchnässt. Ein Dichter in Dschidda deutete die Sturzflut als göttliche Strafe für die Sünden der Mekkaner. Nach der Sturzflut brach in Mekka und im Jemen eine Seuche aus, die drei Monate später mit 50 Todesopfern täglich allein in Mekka ihren Höhepunkt erreichte. Ibn Hadschar al-ʿAsqalānī datiert die Flut auf den 27. Dschumādā I 837 (= 9. Januar 1434). |
|                                                       | 9. Schauwāl 865         | 18. Juli 1461      | Zwischen Mittags- und Nachmittagsgebet fiel Regen, der nicht besonders stark war. Eine Stunde nach seinem Ende kam die Sturzflut des Wādī Ibrāhīm, drang durch die östlichen und südlichen Tore in die Heilige Moschee ein und füllte sie mit Unrat. Das Wasser stieg bis zu einer Höhe von einer Elle über der Schwelle der Kaaba und über dem Brunnengitter des Zamzam-Brunnens. Durch die Ritze unter der Tür drang es auch in das Innere der Kaaba ein. Selbst der Außenhof der Dār an-Nadwa war mit Wasser bedeckt, etwas, was man vorher noch nicht kannte. |
|                                                       | 28. Rabīʿ II 867        | 20. Januar 1463    | Am Vormittag fiel Starkregen, während dessen die Wassermassen durch das Wādī Ibrāhim in die Stadt herabstürzten. Das Wasser drang durch östliche und südliche Tore in die Moschee ein, füllte die Heilige Moschee mit Unrat, stieg auf eine Höhe von anderthalb Eisen-Ellen (= ca. 90 cm) über der Schwelle der Kaaba-Tür, bedeckte auch die Holzplanken, an denen die Lampen des Matāf hingen, und drang durch den Spalt unter der Tür auch ins Innere der Kaaba ein. Der Regen und die Flut zerstörten eine Anzahl von Häusern in der Oberstadt und am Nachtmarkt. |
|                                                       | 15. Ramadan 883         | 10. Dezember 1478  | Nach starkem Regen schwoll der Wasserstrom im Wādī Ibrāhīm stark an und traf sich mit dem Wasserstrom von Adschyād. Die Flut drang durch die meisten südlichen und nördlichen Tore sowie das Ibrāhīm-Tor und das Salām-Tor in die Heilige Moschee ein. Auch die Zisterne der noch im Bau befindlichen Madrasat al-Aschraf Qā'itbāy lief voll. Zwar wurde die Moschee danach gereinigt, doch fiel eine Woche später erneut starker Regen, der die Moschee wieder unter Wasser setzte und weiteren Unrat in sie hineinschwemmte. |
|                                                       | 15. Dhū l-Qaʿda 887     | 26. Dezember 1482  | Nach Starkregen am 14. Dhū l-Qaʿda, der von den Bewohnern Mekkas sehr begrüßt wurde, setzte sich der Regen am Folgetag fort. Am Mittag bildete sich ein Wasserstrom im Wādī Ibrāhīm, der auf den Wasserstrom von Adschyād stieß und diesen zurückdrängte. Das Wasser drang durch fast alle Tore in die Moschee ein und stieg so hoch, dass es in der Kaaba mehr als mannshoch stand. Das Wasser drang auch in alle Bauten im Innenhof der Moschee sowie die Häuser an ihren Seiten ein. Die Säulen des Matāf versanken fast alle im Wasser, und zehn von ihnen wurden niedergerissen. Auch die an ihnen hängenden Lampen und die Holzplanken, die die Säulen miteinander verbanden, wurden fast alle fortgerissen. Außerdem lief der Zamzam-Brunnen voll. Die Flut schwemmte den Minbar des Chatīb zum Mudschahidīya-Tor und trug viel Unrat in die Moschee. Zahlreiche Menschen starben, allein mehr als 120 Frauen und Männer, die gerade dabei waren, mit Zamzam-Wasser die Waschung zu vollziehen. Unter den Toten war auch Scheich Yāsīn az-Zamzamī, der versucht hatte, die Bücher in der ʿAbbās-Tränke vor dem Wasser zu retten, und dann selbst von den Wassermassen erfasst wurde. Seine Leiche wurde in der darauffolgenden Nacht unbekleidet am Maqām Ibrāhīm gefunden. Außerhalb der Moschee kamen viele Menschen ums Leben, als ihre Häuser über ihnen zusammenstürzten, darunter der Qādī Sirādsch ad-Dīn ʿUmar an-Nuwairī. Seine Leiche wurde in der folgenden Nacht ebenfalls unbekleidet beim Mādschin-Tor in der Unterstadt gefunden. Da der Moscheehof am Freitag, den 16. Dhū l-Qaʿda, immer noch mit Wasser bedeckt war, wurde das Freitagsgebet auf dem Dach der Moschee verrichtet. Die Reinigungsarbeiten in der Moschee, für die die führenden Persönlichkeiten der Stadt zahlreiche Arbeiter und Sklaven abstellten, dauerten bis zum 18. Dhū l-Qaʿda. In den folgenden Tagen fand man noch mehrere Tote unter den Trümmern der Häuser. Am darauffolgenden Freitag hielt der Chatīb seine Chutba von der Kaaba-Tür aus. Der Minbar, der bei der Flut beschädigt worden war, wurde erst am 24. Dhū al-Qaʿda wieder zu seinem ursprünglichen Ort zurückgetragen. |
|                                                       | 5. Safar 895            | 29. Dezember 1489  | In der Nacht Starkregen mit starkem Gewitter, das die Menschen beunruhigte. Noch während dieses anhielt, stürzten große Wassermassen in die Stadt herab und drangen durch die meisten Tore und die Madrasat al-Aschraf Qā'itbāy in die Heilige Moschee ein. Außer dem Außenhof lief die Moschee mit ihren Säulenhallen komplett voll. Das Wasser, das viel Unrat in die Moschee spülte, stieg bis zur Oberseite des Hidschr und bedeckte Teile des Schwarzen Steins. Die Flut spülte auch die Kramhändler an der Seite des Abū-Qubais-Bergs fort. Die Leiche eines von ihnen wurde später im Mādschin-Teich im unteren Teil der Stadt gefunden. Drei weitere Personen starben beim Einsturz eines Hauses. Der Regen hielt den ganzen Tag an. Als der Inspektor (nāẓir) am nächsten Morgen sah, dass die Moschee immer noch mit Wasser angefüllt war, befahl er, die Schwelle des Ibrāhīm-Tors einzureißen, damit das Wasser ablaufen konnte. Außerdem befahl er Arbeitern, den östlichen Riwāq zu reinigen, damit dort die Gebete abgehalten werden konnten, bis der zentrale Moscheehof gereinigt war. Es dauerte fünf Tage, bis die Reinigung der Moschee abgeschlossen war. Der Regen, der die Sturzflut ausgelöst hatte, hatte sich auch an anderen Orten bemerkbar gemacht. In Dschidda hatte er die Zisternen gefüllt und in Minā hatte er Häuser zerstört. |
|                                                       | 4. Rabīʿ I 900          | 3. Dezember 1494   | Am Nachmittag Starkregen, von allen Richtungen begann die Erde zu fließen. Die große Flut des Wādī Ibrāhīm stürzte aus dem oberen Teil Mekkas herab, traf mit den anderen Wasserströmen Mekkas und der Flut von Adschyād zusammen, und drang durch alle Tore bis auf das Ziyāda-Tor und das ʿUmra-Tor in die Heilige Moschee ein. Ein wenig Wasser drang auch in die Kaaba ein. Die Treppe der Kaaba, die Kanzeln der Prediger und die Dikka des Ausrufers der Hanafiten schwammen zusammen mit dem Unrat, der in die Moschee hereingespült worden, umher. Innerhalb der Moschee starben nur ein bis zwei Personen. Außerhalb der Moschee starben jedoch sechs, darunter eine Frau mit ihren drei Kindern, von denen sie eines im Arm trug und die beiden anderen auf den Schultern. Auch mehrere Häuser stürzten zusammen, und viel Hausrat wurde ruiniert. In ʿArafāt fiel die Nimra-Moschee ein. Der Regen füllte aber auch die Zisternen von Dschidda und die Brunnen von Minā. Abend- und Nachtgebet fielen aus, das Morgengebet des nächsten Tages verrichtete der Imam auf dem Dach des Zamzam-Brunnens, erst am übernächsten Tag konnte er es wieder am gewohnten Ort neben der Kaaba verrichten. Die Reinigungsarbeiten an Kaaba und Heiliger Moschee dauerten eine Woche. |
|                                                       | 26. Rabīʿ I 901         | 14. Dezember 1495  | Regen, der gegen Abend an Stärke zunahm. Am Nachmittag drang die Flut erst durch das Suwaiqa- und das ʿAdschala-Tor in die Heilige Moschee ein, weil dort die Flutrinne blockiert war. Später drang sie dann von allen Toren außer dem ʿUmra-Tor in die Moschee ein. Das Wasser stieg immer weiter, bis es in die Kaaba eindrang. Der höchste Punkt, den das Wasser erreichte, war die Stelle zwischen Schloss und Ringen der Kaaba-Tür. Die Lampen des Matāf und einige seiner Querbalken versanken im Wasser. Das Wasser, das viel Unrat in die Moschee spülte, drang auch in die Qubba-förmigen Gebäude auf dem Moscheehof ein und zerstörte dort Koranexemplare und den Teil einer berühmten Handschrift des Sahīh al-Buchārī. Die Flut riss einige Mauern des westlichen Außenhofs ein, außerdem stürzten viele Häuser ein. Es kam aber nur eine Person ums Leben, die die Sturzflut von Adschyād mitgerissen hatte. In der Moschee wurde der Minbar, der fest im Boden verankert war, zerfetzt. Sein Oberteil stürzte zur Seite der Kaaba um, und seine Kuppel löste sich. Die Kaaba-Treppe schwamm in der Moschee umher. Die Flut war größer als diejenige des Vorjahres, aber kleiner als die von 887/1482. Die Reinigungsarbeiten, an denen sich viele Menschen beteiligten, dauerten bis zum 4. Rabīʿ II (22. Dezember) an. Am 18. Rabīʿ II (5. Januar 1496) wurden der Moscheehof und die Säulenhallen neu mit Kieseln bestreut. Am 16. Ramadan 916 (= 17. Dezember 1510) wurde der mamlukische Baumeister Chair Beg beauftragt, bei Hirā' einen Damm anzulegen, um die von dort bei Regenfällen herabstürzende Flut am Eindringen nach Mekka zu hindern oder zumindest abzuschwächen. |
|                                                       | 10. Safar 920           | 6. April 1514      | Am Morgen Starkregen bis zum Mittag, danach ließ der Regen etwas nach. Am Nachmittag kam die Flut des Wādī Ibrāhīm in die Stadt und drang über die südlichen, östlichen und westlichen Tore sowie das Suwaiqa-Tor in die Heilige Moschee ein. Das Wasser stieg bis zu einer Höhe von einer Elle Höhe über der Kaaba-Tür und erreichte die Unterseite des Daches des Maqām Ibrāhīm. Die Wasser blieb bis zum nächsten Morgen in der Moschee stehen. Nach Entfernung der Eisengitter am Ibrāhīm-Tor floss es dann bis zum Mittag schneller ab. Die Flut zerstörte viele Häuser am Nachtmarkt. Am nächsten Tag fiel erneut Regen, und es entstand eine weitere kleine Sturzflut. Am Abend war aber alles Wasser aus der Moschee abgelaufen, und die Kaaba wurde von innen gereinigt. Am dritten Tag zwang der Amīr-Bāsch mit seiner Schar die Leute in der Moschee, im Masʿā und in den Geschäften, den Hidschr und den Matāf zu reinigen, eine Arbeit, mit der sie kurz vor Mittag fertig wurden. Am Nachmittag kam aber neuer Starkregen, und eine weitere Sturzflut kam nach Mekka und drang durch das Ibrāhīm-Tor in die Heilige Moschee ein, weil dort der Wasserlauf besonders hoch lag. Der Matāf und die Westseite des Moscheehofs füllten sich erneut mit Wasser. Die Dichter verfassten über diese Sturzflut eine Anzahl von Kassiden. |
|                                                       | 28. Rabīʿ I 931         | 23. Januar 1525    | Am Ende der Nacht verstärkte sich der schon seit mehreren Tagen anhaltende Regen und ging in Hagel über. Die Dachrinnen konnten das Wasser von den Dächern nicht mehr fassen und flossen über, so dass das Wasser in die Gassen strömte. Gegen Sonnenaufgang kam die Flut des Wādī Ibrāhīm und drang durch alle acht Tore in die Heilige Moschee ein, besonders durch das Salām-Tor und die östlichen Tore. Der Moscheehof lief voll, bis das Wasser die Lampen erreichte. Es überstieg die Schwelle der Kaaba um die Höhe einer Elle und lief durch die Tür in das Innere des Gebäudes. Die Minbare der Prediger und die Treppe der Kaaba trieben im Wasser zum Ibrāhīm-Tor. Die Koranexemplare in der Qubbat al-farrāšīn blieben aber unversehrt, weil sie der diensthabende Bevollmächtigte (ṣāḥib an-nauba), als er das Kommen der Flut erahnte, in das oberste Regalbrett gelegt hatte. Er hatte auch die Runde unter den obdachlosen Jemeniten gemacht, die in der Moschee schliefen, und sie geweckt, so dass sie bis auf einen Blinden, dem Tod entkamen. Zwei Männer, die die Moschee nicht rechtzeitig verlassen hatten, waren auf die Treppe der Qubbat al-ʿAbbās geklettert und hielten sich an den Ringen der Tür fest, bis das meiste Wasser aus der Moschee wieder abgeflossen war. Dies war am nächsten Morgen der Fall. Durch die Flut wurden auch an die 1000 Häuser auf dem Weg von Sūq al-Lail, in der Unterstadt, auf dem Abū-Qubais-Berg und in Minā fortgerissen. Die Menschen verrichteten bis zum Mittag des nächsten Tages das Gebet auf dem Dach der Moschee. Schon am Morgen des folgenden Tages begann der Haram-Inspektor (nāẓir al-ḥaram) mit seinen Leuten und einer Menge von Persönlichkeiten Mekkas sowie Händlern und Frommen, den Matāf und den Schlamm nach außen zu befördern. Der Direktor für das osmanische Bauwesen in Dschidda reiste an und übernahm am 4. Rabīʿ II die Aufsicht über die Arbeiten. Er ließ den Schlamm aus der Moschee an ihren Seiten zu Hügeln aufschütten, um daraus Ziegel für den Bau des neuen Minaretts über dem ʿAlī-Tor zu brennen. Insgesamt wurden 30 Hügel aufgeschüttet, und die Arbeiten dauerten bis zum Ende des Monats. |
|                                                       | 5. Dschumādā I 971      | 21. Dezember 1563  | Die Geschehnisse der Flut sind in einem Brief Qutb ad-Dīn an-Nahrawālīs festgehalten, den ʿAbd al-Qādir al-Dschazīrī (gest. 1570) in seinem Werk Durar al-fawāʾid al-munaẓẓama zitiert. Demnach regnete es in der Nacht auf den besagten Tag in den mekkanischen Gebieten acht Stunden lang wie aus Schläuchen, bis sich gewaltige Sturzfluten bildeten, die alles zermalmten, an dem sie vorbeiflossen. Sie zerstörten mehr als 1.000 Häuser, darunter auch einige hohe, die gut sichtbar waren. Das stärkste von ihnen war das gerade erst neu errichtete Haus des Emirs Hasan ibn Abī Numaiy. Die Fluten durchbrachen an fünf Stellen auch den Damm, den der osmanische Emir Hoschgeldi erbaut hatte. So trat das Wasser durch alle Tore in die Heilige Moschee ein, bis es die Lampen erreichte und auf der Höhe des Schlosses der Kaaba-Tür stand. Die Besatzung der Adschyad-Festung beobachtete, wie das Wasser des Zamzam-Brunnens in die Höhe schoss. Die Moschee füllte sich mit Dreck und Lehm, zahlreiche Koranexemplare, Schreiben und Bücher wurden vernichtet. Auch die Häuser, die an die Moschee angrenzten, liefen mit Wasser voll. Die Menschen flohen auf die Dächer der Moschee und die Minarette. Die Fluten zerstörten auch das Zeltlager des Emirs Ibrāhīms, des Baumeisters der ʿAin-ʿArafāt-Leitung. Er musste mit seinen Söhnen und Mamlūken auf den Thabīr-Berg fliehen. Der von ihnen ausgehauene Graben setzte sich derweil mit Erde und Steinen zu. Die Wassermassen entwurzelten Palmen, zerstörten Quellen und vernichteten mehr als 500 Zelte der Wüstenaraber mit ihren Bewohnern, Kamelen und Schafen. Auch mehrere Karawanen mit ihren Waren gingen unter. Des Weiteren verschwanden ungefähr 100 schwarze Sklaven des Emirs von Mekka mit ihren Häusen, Reittieren und Habseligkeiten. Wie Qutb ad-Dīn schreibt, war es eine sehr schreckliche Nacht (laila mahūla ǧiddan): Die Menschen schrien zu Gott, taten Buße und flehten um Vergebung, in der Annahme, dass die Auferstehung gekommen sei. Als sich der Regen beruhigte und der Morgen kam, lag der Haram wie eine runde Scheibe dar. Einen Tag und zwei Nächte musste der religiöse Betrieb in der Moschee ausgesetzt werden. Um den Wasserabfluss zu beschleunigen, riss man an der Seite des Ibrāhīm-Tors die Mauern nieder. Am Tag danach öffnete man die Kaaba, säuberte sie von dem Erdreich und wusch sie mit Rosenwasser und Zamzam-Wasser. Außerdem parfümierte man sie mit Ambra, Moschus und Sandelholz. Anschließend reinigte man den Matāf, so dass man dort am Mittag wieder das Gebet vollziehen konnte. Danach begann man mit der Reinigung der Säulenhallen. In der Zeit danach türmte sich der Schutt in der Moschee und auf dem Masʿā. Beim Freitagsgebet beglückwünschten sich die Menschen gegenseitig dazu, dass sie die Katastrophe überlebt hatten. Ähnliche Wirkungen zeigte das Unwetter auch in Dschidda. |
|                                                       | 10. Dschumādā I 983     | 17. August 1575    | Sturzflut, die durch die Tore der Moschee hereinbrach und den Matāf überschwemmte. Das Wasser stieg an, bis es den schwarzen Stein und die Mauer des Hidschr bedeckte und fast das Schloss der Kaaba-Tür erreichte. Die Schwelle der Kaaba wurde mit Morast bedeckt. Das Wasser blieb einen Tag und eine Nacht stehen, so dass die fünf Gebete nicht durchgeführt werden konnten. Insgesamt fiel sieben Gebetszeiten lang der Gemeinschaftsgottesdienst aus. Der Emir Ahmad Beg, der zu dieser Zeit damit beschäftigt war, im Auftrag des osmanischen Sultans Murād III. die Heilige Moschee auszubauen, machte sich zusammen mit dem Personal der Moschee, den Rechtsgelehrten, Notabeln und Händlern der Stadt daran, den Wasserlauf im unteren Teil von Mekka freizulegen. Dann reinigte er und wusch das Innere der Kaaba und den hanafitischen Maqām. Der Dreck und Morast wurde in der Moschee aufgehäuft und anschließend abtransportiert. Anschließend wurde die Moschee mit neuen Kieseln versehen. Der Emir Ahmad Beg bezahlte diese Arbeiten aus eigener Tasche. Nach dieser Sturzflut ließ der osmanische Baumeister Ahmad Beg zur Vermeidung künftiger Überschwemmungen auf eigene Kosten den Boden der Straße an der Südseite der Heiligen Moschee, der als Abflusskanal für Überschwemmungswasser diente, absenken. Außerdem wurden zur Erweiterung dieses Kanals auf Befehl des Sultans die dort stehenden Häuser und Madrasa-Schulen, die den Abfluss des Wassers behinderten, abgerissen. Zu den Gebäuden, die dieser Aktion zum Opfer fielen, gehörte auch ein Ribāt des Bahmani-Sultans von Gulbarga. Ahmad Beg ließ außerdem an der Nordseite der Moschee beim Ziyāda-Tor, wo das Regenwasser von den Bergen Quʿaiqiʿān, al-Falaq und al-Qirāra zusammenfloss, einen weiten unterirdischen Kanal mit dem Namen al-ʿInaba anlegen, der bei Überschwemmungen das Wasser von diesen Bergen unterirdisch bis zum Ibrāhīm-Tor ableitete, von wo es dann in den unteren Teil Mekkas abfließen konnte. Auf diese Weise sollte verhindert werden, dass bei Sturzfluten von dieser Seite her Wasser in die Moschee gelangte. Qutb ad-Dīn an-Nahrawālī, der diese Baumaßnahmen miterlebte, wies in seiner Chronik auf die Notwendigkeit hin, die beiden Abflusskanäle alle zwei, drei Jahre zu inspizieren und von angesammeltem Erdreich zu reinigen, um zukünftige Überschwemmungen der Heiligen Moschee zu verhindern. Er sprach auch die Empfehlung aus, dass der osmanische Sultan dies in einem Gesetz festlegen möge, damit er dies nicht jedes Mal neu befehlen müsse. |
|                                                       | 7. Dschumādā II 1033    | 27. März 1623      | Kurz vor Mittag starker Regen, die Wadis von Mekka liefen voll Wasser. Das Wasser drang in die heilige Moschee ein und stieg bis zum Schwarzen Stein. Es wurde eine Person gesehen, die den Tawāf schwimmend vollzog. |
|                                                       | 19. Schaʿbān 1039       | 4. April 1630      | Nach dem Mittagsgebet begann Regen, teilweise mit Hagel durchsetzt, der bis zur Nacht andauerte. Am Abend entstand eine gewaltige Sturzflut, deren Wasser in die Moschee eindrang, bis zur Oberseite der Lampen am Matāf stieg und in die Kaaba eindrang. In der Kaaba stieg das Wasser mehr als mannshoch. Viele Menschen innerhalb und außerhalb der Moschee starben, und viele Häuser stürzten ein, der Hausrat wurde aus den Häusern herausgeschwemmt. Bis zum nächsten Mittag konnten keine Gebete in der Moschee stattfinden. Die Moschee lag voll mit Toten und war mit Schmutz und Lehm bedeckt. Insgesamt kamen bei der Flut 442 bzw. 500 Menschen ums Leben. Unter ihnen waren auch ein Lehrer und seine dreißig Schüler, die sich beim Eindringen des Wassers in die Moschee auf eine Estrade geflüchtet hatten. Diejenigen, die die Flut überlebt hatten, waren vor Schreck wie betäubt. Zur Ableitung des Wassers aus der Moschee öffnete man einen Pfad auf der Seite des Ibrāhīm-Tors. Das Wasser stand aber noch bis zum nächsten Tag bauchnabelhoch. An diesem Tag, dem 20. Schaʿbān (= 5. April), stürzten nach dem Nachmittagsgebet die Mauern der Kaaba auf der nördlichen sowie teilweise auf der östlichen und westlichen Seite ein. Es brach großes Geschrei aus, und die Menschen waren äußerst beunruhigt. Der Gelehrte Ibn ʿAllān al-Bakrī (gest. 1648) verfasste ein Werk mit dem sprechenden Titel Iʿlām sāʾir al-anām bi-qiṣṣat as-sail allaḏī saqaṭ minhū bait Allāh al-ḥarām („Unterrichtung der übrigen Menschen über die Geschichte der Sturzflut, durch die das heilige Gotteshaus einstürzte“). Andere Literaten brachten die Erzählung von der Sturzflut in Verse, die sie in die verschiedenen Länder versandten. Die Kunde von der Katastrophe in Mekka erreichte sogar Deutschland, wo an unbekanntem Ort ein Flugblatt mit dem Titel „Kurtze Erzehlung/ wie in der Statt Mecha in Arabia gelegen/ vor drey Monaten dieses 1630. Jahrs/ ettlich hundert Häuser/ sampt der schönen Kirchen worinnen ettlich tausent Türcken in einem Erdbidem vnd darauff folgenter Wolckenbruch vnter gangen“ publiziert wurde. Das Ereignis wird hier allerdings fälschlich auf den 6. Mai datiert und der Zusammenbruch der Häuser auf ein Erdbeben zurückgeführt. Am 25. Dezember 1630 begannen osmanische Ingenieure damit, die restlichen Mauern der Kaaba abzutragen und den Bau neu zu errichten. Der Neubau der Kaaba wurde bis zur zweiten Märzhälfte 1631 fertiggestellt. |
|                                                       | 9. Dhū l-Hiddscha 1053  | 18. Februar 1644   | Regenfälle am ʿArafa-Tag vom Mittag bis zum Sonnenuntergang. Als die Pilger von ʿArafāt nach Mekka zurückkehren wollten, war ihnen die Sturzflut an den beiden Wegmarken auf der Strecke nach Muzdalifa im Wege und hinderte sie daran, in die Heilige Stadt zurückzukehren. Deshalb verlängerten sie den Aufenthalt in ʿArafāt bis in die Nacht. Als es danach aussah, dass die Flut abgenommen hatte, brachen sie ihn wegen der großen Erschöpfung ab. |
|                                                       | 13. Schauwāl 1055       | 2. Dezember 1645   | Sturzflut, die mehrere Häuser und Gebäude zum Einsturz brachte, in die Heilige Moschee eindrang, bis zur Höhe von einer Elle über der Schwelle der Kaaba-Tür stieg, die in der Qubba der Teppichbreiter (qubbat al-farrāšīn) untergebrachten Koranexemplare und Bücher ruinierte und die Heilige Moschee mit Morast und Müll anfüllte. Der Scherif Zaid ibn Muhsin rief die Volksmenge zur Reinigung der Moschee auf und wohnte ihr selbst bei. Der osmanische Gouverneur von Dschidda unterstützte ihn in seiner Eigenschaft als Scheich des Haram und spendete viel von seinem Vermögen. Die Reinigungsarbeiten konnten erst Anfang Januar 1646 abgeschlossen werden. |
|                                                       | 7. Schaʿbān 1074        | 5. März 1664       | Nach dem Mittagsgebet begann starker Regen, die Wadis von Mekka flossen über, das Wasser stieg immer höher und riss Hütten, Zelte und Tiere mit sich. Da von Adschyād her ein weiterer Sturzbach herabkam, konnte das Wasser dort nicht abfließen und stieg immer höher, bis es durch das Adschyād-Tor und die benachbarten Tore in den Sahn der Heiligen Moschee strömte. Der Regen hielt 30 Grade lang an, bis das Wasser bis zum Schloss der Kaaba-Tür stieg und die Koranexemplare und Bücher ruinierte, die sich im Raum der Teppichbreiter und den Räumen in der Nähe der Moschee befanden. Die Moschee füllte sich mit Morast und Müll. Die Sturzflut ruinierte auch viele Vermögenswerte in den angrenzenden Häusern und brachte viele Häuser zum Einsturz. Sechs Menschen kamen ums Leben. Der Gebetsruf und die Gebetsgruppen wurden für fünf Gebetszeiten ausgesetzt. Auch bei dieser Flut engagierten sich der Scherif Zaid und der osmanische Gouverneur von Dschidda bei der Reinigung der Moschee. Der Scherif war persönlich anwesend und rief die Volksmenge zur Mithilfe auf. Gelehrte, Lehrer, Freitagsprediger und Scherifen legten selbst mit Hand an. Der Scherif und der osmanische Gouverneur brachten großzügig ihr Vermögen ein. So konnten die Reinigungsarbeiten nach sieben Tagen abgeschlossen werden. Al-ʿIsāmī erwähnt diese Flut ebenfalls, datiert sie aber auf den 7. Schaʿbān 1073 (= 17. März 1663). |
|                                                       | 12. Dhū l-Hiddscha 1091 | 3. Januar 1681     | Am späten Vormittag zog sich der Himmel zu, und es begann kräftig zu regnen. Der Regen dauerte bis zum Nachmittag an. Die südlichen Täler liefen voll Wasser, und kurz nach Mittag entstand eine Sturzflut. Das Wasser drang in die Heilige Moschee ein und überstieg den Maqām Ibrāhīm, den malikitischen und hanbalitischen Maqām und das Schloss der Kaaba-Türe. Die Säulen der westlichen Säulenhalle wurden wegen des Gefälles vollständig überflutet. Die Flut erwischte auch die ägyptische Pilgerkarawane, die sich gerade im Aufbruch befand und beim Aufsatteln war. Die Kamele wurden im beladenen Zustand erfasst, und 500 Menschen, von denen die meisten Fremde waren, ertranken. Al-ʿIsāmī beobachtete selbst von einem Tor der Moschee aus, wie ein Zug von Kamelen, auf denen Männer, Frauen und Kinder saßen, von dem hereinbrechenden Wasser überrascht wurde, sich vergeblich in Sicherheit zu bringen versuchte und in den Fluten unterging. Ein paar Soldaten stiegen auf das Dach des südlichen Flügels der Heiligen Moschee, ließen Seile herunter und zogen mit ihnen viele Menschen aus dem Wasser. Die Sturzflut schwemmte auch ein Kamel in die Moschee, das am Minbar hängen blieb und anschließend auf den Minbar stieg, so dass Hals und vordere Pfoten aus dem Wasser herausschauten, während der Rest des Körpers unter Wasser war. Die Flut brachte sowohl am Nachtmarkt als auch in der Unterstadt und den tiefer gelegenen Stadtteilen die meisten Häuser zum Einsturz und zerstörte unzählige Vermögenswerte. Außerdem wurde am Nachtmarkt eine Sykomore entwurzelt. Das Wasser blieb bis zum nächsten Morgen, als man den Abzugskanal am Ibrāhīm-Tor öffnete, in der Moschee stehen. Als der Wasserspiegel sank, entdeckte man die Todesopfer aus dem Kreise der Fremden und Einheimischen. Da bei dieser Sturzflut auch die Wasserleitung ʿAin ʿArafāt zerstört wurde, reiste ein osmanischer Beamter an, um sie zu reparieren. Im Jahre 1093 (= 1683 n. Chr.) wurde in der Unterstadt ein großer Kanal gebaut, um bei zukünftigen Sturzfluten diese in den Mādschin-Teich abzuleiten. |
|                                                       | 5. Dschumādā II 1108    | 30. Dezember 1696  | In der Nacht regnete es „wie aus Schläuchen“, der mekkanische Haram füllte sich mit Wasser, „wie gewöhnlich, wenn es eine starke Sturzflut gab“. Das Wasser drang durch die Tore in die Moschee ein. Zufällig waren die Abflusslöcher gerade verstopft. Deshalb blieb das Wasser stehen, bis der Kaimakam asch-Scharīf as-Saiyid ʿAbd al-Karīm ibn Muhammad kurz vor Mittag den Abzugskanal öffnete. In der Zwischenzeit stieg das Wasser bis zur Kaaba-Tür, bedeckte den Hidschr und den Schwarzen Stein und füllte die Heilige Moschee mit Müll. Bis das Wasser abgeflossen war, dauerte es bis zum nächsten Tag. Danach begann die Volksmenge mit der Reinigung der Moschee. |
|                                                       | 1153                    | 1740/41            | Heftige Sturzflut, die in die Heilige Moschee eindrang und bis zur Kaaba-Tür stieg. Da sie an einem Freitag stattfand, war dem Chatīb der Weg zum Minbar versperrt. Er hielt deswegen seine Ansprache auf der Dikka des Schaich al-Haram am Ziyāda-Tor und betete dort auch mit fünf Personen das Freitagsgebet. |
|                                                       | 11. Dhū l-Hiddscha 1159 | 25. Dezember 1746  | Heftiger Regen am Ende der Nacht, der die Pilger in ihrem Lager in Minā antraf. Es entstand eine Sturzflut, die einen Teil der Pilger und auch viele Vermögenswerte mit sich riss. Es war so dunkel, dass niemand seinen Nebenmann sehen konnte. Die Menschen bemühten sich schließlich in ihrer extremen Erschöpfung, nach Mekka zu entkommen, und sahen auf dem Weg viele Leichen von Männern, Frauen und Kindern, die die Sturzflut verschlungen hatte. |
| Abū-Qarnain-Flut                                      | Radschab 1208           | März 1794          | Heftige Sturzflut, die in die Heilige Moschee eindrang, bis zum Schloss der Kaabatür stieg und viele Häuser zerstörte. Es existiert eine osmanisch-türkische Urkunde aus dem Jahre 1796, in der die Kosten über die Reparatur von Schäden abgerechnet werden, die diese Überschwemmung 1794 an den Kanälen und Kontrollschächten der ʿAin-ʿArafāt-Wasserleitung und an diversen anderen Einrichtungen in ihrer Umgebung anrichtete. |
|                                                       | 8. Dschumādā I 1278     | 11. November 1861  | Vor dem Morgengebet regnete es „wie aus Schläuchen“ (ka-afwāh al-qirab). Es entstand eine Sturzflut, die noch vor dem Gebet in die Heilige Moschee eindrang und sie anfüllte, so dass das Wasser in ihr Wogen schlug, die Lampen des Haram erreichte und den malikitischen Maqām bedeckte. Der Zamzam-Brunnen strömte über, die Bücher, die sich im Haram befanden, wurden überflutet, und das gemeinsame Gebet musste für fünf Zeiten ausgesetzt werden. Nur an der Seite des Ziyāda-Tors gab es Menschen, die diese Gebete verrichteten. Innerhalb und außerhalb des Haram ertranken einige Menschen, und im unteren Teil von Mekka wurden einige Häuser zerstört. Nach dem Bericht des osmanischen Gelehrten Eyüb Sabri Paşa (gest. 1890) stand das Wasser eine Woche lang in der Moschee. |
|                                                       | 21. Dhū l-Hiddscha 1325 | 25. Januar 1908    | Nach starkem Regen floss von allen Seiten Mekkas eine Flut auf die Stadt zu. Nach Ibrāhīm Rifʿat Bāschā (gest. 1935), der das Ereignis miterlebte, hatte der Wasserstrom, der von Dschiyād her kam, eine Breite von 50 Metern. Auf der Wādī-Ibrāhīm-Straße war er zwei Meter tief. Durch die Tore drang das Wasser auch in die Moschee ein. Man konnte sich nur noch schwimmend in der Stadt bewegen. Kamelsänften und -sättel schwammen durch das Wasser, und man hörte ein Wasserrauschen wie an den Delta Barrages von al-Qanātir al-Chairīya, wenn ihre Schleusen geöffnet sind. |
| Khediven-Flut (sail al-Ḫadīwī)                        | 23. Dhū l-Hiddscha 1327 | 5. Januar 1910     | Heftige Sturzflut, die in die Heilige Moschee eindrang und sie mit Wasser und Erdreich füllte. Das Wasser stieg zwei Mannshöhen hoch. Die Flut wurde deshalb so genannt, weil der Khedive ʿAbbās Hilmī Pascha in diesem Jahr die Wallfahrt vollzog. Allerdings hat er sie nicht selbst erlebt, weil er Mekka schon am 14. Dhū l-Hiddscha wieder verließ. Die Flut setzte auch die Röhren der ʿAin-Zubaida-Wasserleitung mit Geröll zu, so dass kein Wasser mehr nach Mekka gelangte. Der Scherif Husain ibn ʿAli (Hedschas) ordnete die Reinigung der Moschee und die Reparatur der Leitungsröhren an verschiedenen Orten an. Die Reparatur erwies sich allerdings als schwierig, weil auch 35 Kontrollschächte der ʿAin-ʿArafāt-Leitung eingestürzt waren. Die ʿAin-Zubaida-Kommission ließ bis Februar 1912 sowohl die Kanäle von ʿAin ʿArafāt und ʿAin Hunain als auch die Wasserleitungen innerhalb Mekkas reinigen, um die Wasserversorgung Mekka wieder vollständig herzustellen. |
|                                                       | 24. Dhū l-Hiddscha 1328 | 27. Dezember 1910  | Gewaltige Sturzflut vom Wādī Rahdschān her, die auch mit Heftigkeit in das Wādī Naʿmān herabstürzte, in die Röhre der ʿAin-Zubaida-Leitung eindrang und eine Reihe von alten Kontrollschächten zerstörte. Die Flut ergoss sich in die Röhre der Leitung, vermischte sich mit ihrem Wasser und strömte ungefähr zwei Tage lang mit großer Herftigkeit nach Mekka, dann floss plötzlich gar kein Wasser mehr. Der Scherif Hussein begab sich mit seinen Söhnen ins Wādī Naʿmān, schlug dort seine Zelte auf und forderte die ʿAin-Zubaida-Kommission für die Reinigung der Leitung zu sorgen. Die Menschen zogen in Scharen zur Arbeit aus und wendeten große Mühe auf, bis das Wasser wieder nach Mekka floss. |
|                                                       | 18. Muharram 1330       | 8. Januar 1912     | Gewaltige Sturzflut vom Wādī Rahdschān und Wādī Naʿmān her, die in die Röhren der ʿAin-Zubaida-Leitung eindrang und sie mit Schlamm zusetzte, so dass kein Wasser mehr nach ʿArafāt floss und auch Mekka kein Wasser mehr bekam. Der Emir von Mekka beauftragte die ʿAin-Zubaida-Kommission mit der Lösung des Problems. Diese schickte eine große Anzahl von Arbeitern aus. Sie reinigten die Leitung, so dass in weniger als zehn Tagen wieder Wasser durch die Leitung floss und Mekka erreichte, was bei den Mekkanern große Freude auslöste. |
|                                                       | 3. Muharram 1335        | 30. Oktober 1916   | Am Abend reichlich Regen mit Blitz und Donner, in dessen Folge sich die Täler und Schluchten mit Wasser füllten und Sturzfluten in Gestalt eines gewaltigen wogenden und reißenden Flusses in Mekka hereinbrachen. |
|                                                       | 1. Rabīʿ I 1344         | 4. Oktober 1925    | Fünf Stunden lang reichlicher Regen im Wādī Naʿmān, auf den Sturzfluten folgten. Sie zerstörten einige Kontrollschächte der ʿAin-Zubaida-Leitung und führten auf diese Weise dazu, dass die Wasserversorgung Mekkas für einige Zeit unterbrochen war. |
|                                                       | 18. Schauwāl 1350       | 26. Februar 1932   | Am Nachmittag, ein Viertel nach der zehnten Tagesstunde, reichlich Regen, der dreieinhalb Stunden lang andauerte. Es schüttete „wie aus Schläuchen“. Im Wādī Ibrāhīm bildete sich eine heftige Sturzflut, die bis zur achten Nachtstunde anhielt und an einigen Stellen drei Meter hoch war. Das Wasser drang über die östlichen Tore auch in die Heilige Moschee ein und stieg im Hof der Kaaba ungefähr anderthalb Meter hoch. Der Regen und die Flut richteten an Hab und Gut, Häusern und Wohnungen vielfältige Schäden an. Vier Menschen kamen ums Leben. |
| Mittwochsflut (sail ar-rubūʿ)                         | 6. Rabīʿ I 1360         | 2. April 1941      | Am Morgen fiel starker Regen. Es entstand eine Sturzflut, die die Heilige Moschee zwei Meter tief unter Wasser setzte. Das Wasser stand drei Tage in der Moschee. Der saudische Journalist Fu'ād Schākir (gest. 1973) beschreibt, dass einige Menschen den Tawāf schwimmend vollzogen, während sich andere die hölzernen Fußbänke der Zamzam-Quelle nahmen, sich darauf setzten und sie mit ihren Füßen antrieben, so dass sie damit wie auf Bötchen die Kaaba umkreisen konnten. Bei der Flut wurden auch zahlreiche Häuser zerstört, darunter mehrere große im unteren Teil von Mekka. An mehreren Stellen der Stadt tat sich der Boden auf, was den Menschen in Mekka Angst einjagte. Der Morast, den die Sturzflut mit sich riss, setzte die ʿAin-Zubaida-Wasserleitung zu, so dass sie mehrere Tage nicht mehr funktionierte und die Menschen auf die Brunnen der Umgebung ausweichen mussten. Da es nicht genügend Arbeiter gab, um die Heilige Moschee von dem Morast zu reinigen, mit dem die Sturzflut sie bedeckt hatte, rief die Stadtverwaltung in den Vierteln der Stadt die Männer dazu auf, sich an den Reinigungsarbeiten zu beteiligen. Der angehäufte Morast wurde anschließend mit Lastwagen abtransportiert. Der Abschluss der Aufräumarbeiten wurde mit einem Fest begangen. Der saudische König ließ den bei der Sturzflut geschädigten Personen Entschädigungszahlungen zukommen, befahl die Errichtung eines neuen Dammes im oberen Teil von Mekka und bestimmte für diesen Zweck einen Betrag von mehr als einer Million Riyal. |

Bei der ersten saudischen Erweiterung der Heiligen Moschee in den 1950er Jahren wurde für Ableitung der Sturzfluten ein neuer überdeckter Abflusskanal angelegt. Er hat eine Breite von fünf Metern und eine Höhe von vier bis sechs Metern und leitet das Wasser der aus dem Wādī Ibrāhīm kommenden Sturzfluten südlich an der Moschee vorbei. Er beginnt hinter dem Masʿā und verläuft von as-Safā über al-Hadschla bis zu as-Sūq as-saghīr im unteren Teil der Stadt. Nach Anlage dieses Abflusskanals ist die Heilige Moschee nicht mehr überflutet worden.

## Sturzfluten in der Gegenwart
Auch in der Gegenwart wird Mekka noch häufig von Sturzfluten heimgesucht. Hierbei sind vor allem die östlichen Stadtteile von Mekka betroffen. Dazu gehören die ʿArafa-Ebene, in der sich jährlich 3,5 Millionen Menschen versammeln, um den Haddsch zu vollziehen, der Campus der Umm-al-Qura-Universität in al-ʿĀbidīya, der bevölkerungsreiche Stadtteil al-ʿAwālī, das Wohngebiet von al-Husainīya, das auch landwirtschaftliche Bedeutung sowie der Bahnhof von al-Maschʿar al-Harām zwischen ʿArafa und Minā. Auch die Hauptverkehrsadern zwischen Mekka und ʿArafa sowie zwischen Mekka und at-Tā'if liegen in diesem Gebiet. Eine der letzten dieser Sturzfluten ereignete sich am 3. November 2018 und führte zur Zerstörung vieler Straßen und zur Überflutung mehrerer städtischer Siedlungen. Die Sturzfluten kommen üblicherweise vom Wādī an-Nuʿmān her. Eine Analyse von Daten aus dem Zeitraum von 1988 bis 2019 ergab, dass die Fläche der hochwassergefährdeten Gebiete 2019 durch die erfolgte urbanistische Entwicklung 25-mal größer war als Jahr 1988 (von 0,53 km² auf etwa 26,4 km²). Mehrere Faktoren trugen zur Erhöhung des Überschwemmungsrisikos in diesen Gebieten bei:
- Die Zugrundelegung von städtischen Entwicklungsplänen, die den Strom des Flutwassers in den Tälern nicht berücksichtigen;
- Die Anlage von Mülldeponien durch Bewohner und Dienstleistungsentwickler, ohne einen Mechanismus, der eine Gefährdung durch Überschwemmungen verhindert;
- Die Herausbildung von Slumgebieten, die zu einer Verengung der Überschwemmungsströme sowie zu einer Erhöhung der Strömungsgeschwindigkeit und damit zu einem Anstieg des Wasserspiegels führte.[136]

Um das Risiko von Überschwemmungen zu minimieren, hat eine geographische Studie aus dem Jahr 2019 vorgeschlagen, am Ausgang des Wādī an-Nuʿmān einen sechs Meter hohen Damm zu errichten, der bei Sturzfluten zukünftig die Wassermassen auffängt.